# 김상헌 (기업인)
김상헌(1963년 6월 11일 ~ )은 대한민국의 기업인이다. 서울대학교 법학부와 하버드 로스쿨을 졸업한 뒤 서울 중앙지법 판사를 지낸뒤 LG와 NHN에서 법조 업무를 맡았으며, 2009년 4월부터 2017년 3월까지 네이버 주식회사 대표이사를 역임하고 현재 네이버 주식회사 경영고문이다.

## 같이 보기
- 네이버 주식회사
- 네이버